# Spinvliegen
De spinvliegen (Acroceridae) zijn een familie uit de orde van de tweevleugeligen (Diptera), onderorde vliegen (Brachycera). Wereldwijd omvat deze familie zo'n 55 genera en 400 soorten.

## In Nederland waargenomen soorten
- Genus: Acrocera
  - Acrocera sanguinea
- Genus: Ogcodes
  - Ogcodes fumatus
  - Ogcodes gibbosus
  - Ogcodes reginae
  - Ogcodes varius
  - Ogcodes zonatus
- Genus: Paracrocera
  - Paracrocera orbicula

## Geslachten
De  geslachten met gedefinieerde pagina staan hieronder vermeld met het aantal soorten tussen haakjes.
- Acrocera  (27)
- Astomella  (2)
- Corononcodes  (1)
- Cyrtus  (1)
- Eulonchus  (6)
- Lasia  (2)
- Ocnaea  (10)
- Ogcodes Latreille, 1796 (30)
- Oligoneura  (1)
- Opsebius  (4)
- Pterodontia  (7)
- Turbopsebius  (3)